# 호르헤 카마초
호르헤 카마초 코르돈(스페인어: Jorge Camacho Cordón, 에스페란토: Georgo Kamaĉo 게오르고 카마초, 1966년~)은 스페인의 시인이다.

## 생애
1966년 사프라에서 태어났다. 1980년 에스페란토를 배웠다. 이 밖에도 모국어 스페인어와 영어, 포르투갈어, 핀란드어를 구사한다.
1992년 세계 에스페란토 협회 그라보프스키 상(에스페란토: Premio Grabowski)을 수상하였다. 1992년~2001년 동안 에스페란토 학술회의 회원이었다.
1995년~1999년 동안 브뤼셀에서 유럽 연합 통역사로 일했고, 1999년 마드리드로 이사하였으나 계속 2009년까지 유럽 연합 통역사로 일했다. 2008년 4월~2010년 9월 동안 마드리드 대학교에서 통역사로, 2099년부터는 스페인 국립 도서관(스페인어: Biblioteca Nacional de España)에서 일하고 있다.

## 저서

### 소설
- 《Pandemonio》 (rakontaro, kun aliaj auxtoroj, 1990년)
- 《선(線) 위에서》(에스페란토: Sur la linio, 9편 단편소설집, 1991년)
- 《Ekstremoj》 (kun Fernández, Neves, kaj Liven Dek, 1997년)
- 《La ĉapo de la sterko-vermo》 (traduko de la auxtoro, 1995년)
- 《La Majstro kaj Martinelli》 (satira novelo, 1993년)

### 시집
- 《이베리아로 자유롭게》(에스페란토: Ibere libere, kun Miguel Fernández, Gonçalo Neves, kaj Liven Dek, 1993)
- 《실러캔스》(에스페란토: Celakantoj, kun postparolo de Mauro Nervi, eld. Bero, 2004)
- 《사투르누스》(에스페란토: Saturno, kun postparolo de Gonçalo Neves, dulingva hispana-esperanto, eld. Bero, 2004).
- 《Eklipsas》 (kun postparolo de Baldur Ragnarsson, akompanaj hispanigoj kaj fotoj, eld. Bero, 2007).
- 《Koploj kaj filandroj》 (kun postparolo de Miguel Fernández, eld. Mondial, 2009).
- 《La silika hakilo》 (kun postparolo de Baldur Ragnarsson, eld. Mondial, 2011).
- 《En la profundo》 (kun postparolo de Probal Dasgupta, eld. Mondial, 2013).

### 수필
- La liturgio de l' foiro (Elementoj por ekzegezo) (pamfleto movada, 1988/1999)
- La mava lingvo: neologismoj kaj malneologismoj en esperanto (en Lingva arto, 1999)